# Dyssegmentale Dysplasie
Die Dyssegmentale Dysplasie ist eine sehr seltene angeborene Erkrankung und gehört zu den letalen Formen der Skelettdysplasie charakterisiert durch eine ungeordnete („anarchische“) Form der Knochenbildung (Ossifikation) der Wirbelkörper sowie Kampomelie und Mikromelie.
Synonyme sind Dyssegmentaler Dwarfismus; Anisospondyler Kamptomikromeler Dwarfismus.

## Verbreitung
Die Häufigkeit ist nicht bekannt, die Vererbung erfolgt autosomal-rezessiv.
Patienten mit spanischer Abstammung sind überproportional betroffen. Bislang wurden etwa 20 Patienten veröffentlicht.

## Einteilung
Es existieren zwei Formen unterschiedlichen klinischen Schweregrades:
- Typ Silverman-Handmaker (schwerer) mit Mutationen im HSPG2-Gen auf Chromosom 1 im Genort p36.12[4][5]
- Typ Rolland-Desbuquios (leichter)[6][7]

Die Bezeichnungen beziehen sich auf die Namen jeweiliger Beschreiber im Jahre 1969 durch den US-amerikanischen Kinderradiologen Frederic Noah Silverman (1914–2006) im Jahre 1977 durch den US-amerikanischen Kinderarzt Standley Handmaker und im Jahre 1972 durch den französischen Kinderarzt J. C. Rolland und Mitarbeiter.

## Klinische Erscheinungen
Es handelt sich um eine letale Störung der Skelettentwicklung mit anarchisch verlaufender Verknöcherung der Wirbelkörper, bereits intrauteriner Minderwuchs, Hydrops fetalis, relativ großem Kopf mit flacher Nase und kleinem Kinn. Der Tod erfolgt bei oder kurz nach der Geburt.

## Untersuchungsmethoden
Im Röntgenbild findet sich eine ungeordnete abnormale Ossifikation der Wirbelkörper (bis hin zum Fehlen ganzer Wirbelkörper) mit ausgeprägter Segmentierungsstörung, koronaren Wirbelkörperspalten, ein schmaler Thorax sowie stark verkürzte gekrümmte Röhrenknochen.

## Diagnose
Beide Formen können bereits pränatal im Feinultraschall nachgewiesen werden.

## Differentialdiagnose
Abzugrenzen ist die Kniest-Dysplasie.

## Geschichte
Bereits im Jahre 1900 wurden durch den deutschen Radiologen M. Simmonds Röntgenbilder einer Dyssegmentalen Dysplasie publiziert.